# Erechthias clistopa
Erechthias clistopa är en fjärilsart som beskrevs av Edward Meyrick 1929. Erechthias clistopa ingår i släktet Erechthias och familjen äkta malar. Inga underarter finns listade i Catalogue of Life.